# 229631 Cluny
229631 Cluny è un asteroide della fascia principale. Scoperto nel 2006, presenta un'orbita caratterizzata da un semiasse maggiore pari a 2,6216744 UA e da un'eccentricità di 0,1219382, inclinata di 13,29125° rispetto all'eclittica.